# Tribal (tatuaż)

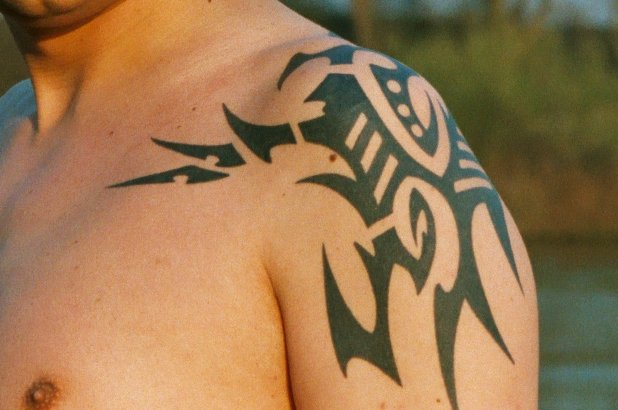
Tribal na ramieniu

Tribal (ang. „plemienny”) – tatuaż nawiązujący do tradycyjnych tatuaży plemiennych.
Najczęściej wykonywany jest w całości w kolorze czarnym i przedstawia mniej lub bardziej skomplikowane wzory. Tribale wywodzą się przede wszystkim od tradycyjnych tatuaży wykonywanych przez ludy Borneo i  Polinezji. Współcześnie tatuaże typu tribal pełnią jedynie funkcję estetyczną, lecz dawniej tatuaże plemienne były ważną częścią różnego rodzaju tradycyjnych rytuałów. Obecnie w dużej mierze wykorzystywane są również wzory celtyckie.
Takie tatuaże są niekiedy uważane za przejaw złego smaku.
Styl ten został spopularyzowany w latach 80. i 90. XX wieku w Stanach Zjednoczonych przez Hawajczyka o filipińskich korzeniach, Leo Zuluetę, nazywanego „ojcem współczesnego tatuażu typu tribal”.